# اچ‌ام‌اس آلرت (کی۶۴۷)
اچ‌ام‌اس آلرت (کی۶۴۷) (به انگلیسی: HMS Alert (K647)) یک کشتی بود که طول آن ۲۸۶ فوت (۸۷ متر) بود. این کشتی در سال ۱۹۴۵ ساخته شد.